# غاياثري سوريش
غاياثري سوريش (بالإنجليزية: Gayathri Suresh)‏ هي متسابقة ملكة الجمال وممثلة هندية، ولدت في 1992 في منطقة ثريسور في الهند.

## وصلات خارجية
- غاياثري سوريش على موقع IMDb (الإنجليزية)
- غاياثري سوريش على موقع قاعدة بيانات الفيلم (الإنجليزية)